# Jakkapong Renumas
Jakkapong Renumas (thailändisch จักรพงศ์ เรณุมาศ, * 19. April 1981) ist ein ehemaliger thailändischer Fußballspieler.

## Karriere
Jakkapong Renumas stand bis 2013 bei Bangkok United unter Vertrag. Wo er vorher unter Vertrag stand, ist unbekannt. Der Verein aus der thailändischen Hauptstadt Bangkok spielte in der ersten Liga des Landes, der Thai Premier League. 2013 stand er sechsmal für den Verein in der ersten Liga im Tor. 2014 wechselte er zum Grakcu Looktabfa FC. Mit dem Verein spielte er in der dritten Liga, der damaligen Regional League Division 2, in der Central/Eastern Region. Nach der Hinrunde wechselte der Torwart zum Erstligisten Air Force Central. Für die Air Force stand er 2014 einmal zwischen den Posten. Ende 2014 musste er mit dem Verein in die zweite Liga absteigen. Für den Klub spielte er noch eine Saison in der zweiten Liga, der Thai Premier League Division 1. 2016 verpflichtete ihn der Drittligist Ayutthaya FC aus Ayutthaya. Ende 2016 beendete er seine Karriere als Fußballspieler.